# HRT – Glas Hrvatske
Glas Hrvatske (engl. The Voice of Croatia; njem. Die Stimme Kroatiens; šp. La Voz de Croacia) cjelodnevni je međunarodni program Hrvatskoga radija koji je danas diljem svijeta moguće slušati isključivo preko interneta (HRTi i ostale stream usluge). Uz tri nacionalne programske mreže te onu koju čine regionalni programi, Glas Hrvatske je peta mreža Hrvatskoga radija.

## Povijest
Glas Hrvatske izrastao je iz istoimene jednosatne emisije čije je emitiranje počelo 1991. Ta je emisija u početku bila namijenjena isključivo Hrvatima izvan domovine: njeno je trajanje 2000. produljeno na dva sata te se od tada na engleskom i španjolskom jeziku o zbivanjima u Hrvatskoj počelo informirati i svekoliku međunarodnu javnost, a ne samo hrvatske iseljenike. Cjelodnevni se program redovito počelo emitirati 15. svibnja 2003. na srednjem valu za Europu, a danas ga je diljem svijeta moguće slušati isključivo preko interneta (odašiljanje na srednjem valu okončano je 31. prosinca 2013., a na satelitu 31. siječnja 2023.). U tehničko-tehnološkom smislu taj je program svojevrstan začetak emitiranja svih programa Hrvatskoga radija u digitalnoj tehnologiji: njegova je zadaća sustavno i sveobuhvatno izvještavanje o aktualnim društvenim i političkim zbivanjima u Hrvatskoj, o životu i djelovanju Hrvata u svijetu, informiranje o radu državnih i društvenih institucija važnih za odnose s Hrvatima izvan Hrvatske, osobito o problematici i pitanjima povratka Hrvata u domovinu, produkcija emisija o hrvatskoj prirodnoj i kulturnoj baštini te zbivanjima u kulturi i športu. Program je to koji nastaje odabirom raznovrsnih emisija iz sveukupne produkcije Hrvatskoga radija, odnosno produkcije triju nacionalnih (HR 1, HR 2 i HR 3) i sedam regionalnih radijskih programa (Radio Dubrovnik, Radio Osijek, Radio Pula, Radio Rijeka, Radio Sljeme, Radio Split i Radio Zadar).

## Program
Program Glasa Hrvatske pripremaju dvije redakcije: Redakcija na engleskom, španjolskom i njemačkom jeziku te Redakcija na hrvatskom jeziku.
Redakcija na engleskom, španjolskom i njemačkom jeziku proizvodi osam informativnih emisija dnevno: pet na engleskom, dvije na španjolskom i jednu na njemačkome jeziku. Informativnim emisijama na stranim jezicima Glas Hrvatske informira međunarodnu javnost o aktualnim političkim, gospodarskim, kulturno-znanstvenim, športskim i drugim zbivanjima koja su se u Hrvatskoj dogodila u protekla 24 sata. Redakcija na španjolskom jeziku priprema i tjedni pregled najvažnijih događaja u Hrvatskoj: Tjednu kroniku za Radio Amplitud 660 u Buenos Airesu (Argentina), Hrvatski radio Sokol u Antofagasti, Hrvatski radio u Iquiqueu i Radio Polar u Punta Arenasu (Čile) te Sportsku panoramu za Croacias Totales u Buenos Airesu.
Redakcija na hrvatskom jeziku proizvodi 12 emisija tjedno koje uglavnom tematiziraju život i djelovanje Hrvata u svijetu, a jedna od njih posvećena je i životu nacionalnih manjina u Hrvatskoj. Glas Hrvatske također preuzima vijesti na talijanskom jeziku Radio Rijeke, vijesti na mađarskom jeziku Radio Osijeka te novosti dana Radio Žepča iz Bosne i Hercegovine. Glas Hrvatske emitira isključivo hrvatsku glazbu.

## Emisije

### Baština
Emisija o hrvatskoj duhovnoj i materijalnoj baštini. Promiče vrijednosti očuvanja nacionalnog naslijeđa i obrađuje teme iz etnologije, arheologije, povijesti i umjetnosti, antropologije te tradicijske i klasične glazbe iz pera naših skladatelja iz starine. Prati baštinske znanstvene skupove, festivale, gostovanja, smotre i sajmove u zemlji i iseljeništvu te predstavlja osobe koje se profesionalno ili amaterski bave čuvanjem, obnavljanjem i promocijom hrvatskog naslijeđa.

### Gost Glasa Hrvatske
Gost Glasa Hrvatske tjedni je intervju s dobro znanim i vrijednim manje znanim osobama iz svih krugova hrvatskog društva. Voditelj emisije je Frano Ridjan, a njegovi gosti odgovaraju na pitanja vezana uz aktualne događaje, komentiraju raznovrsne teme iz života, svojih struka i područja naobrazbe.

### Hrvatima izvan domovine
Hrvatima izvan domovine središnja je emisija programa Glasa Hrvatske koja prati aktualnosti iz svih područja života iseljene Hrvatske, hrvatskih manjina u europskim državama i Hrvata u Bosni i Hercegovini te obrađuje teme koje na bilo koji način povezuju domovinsku i iseljenu Hrvatsku. U sklopu emisije emitira se i rubrika „EuroGlas“ koja donosi novosti o suradnji Hrvatske sa zemljama Europske unije i prati problematiku prilagodbe Hrvatske europskom tržištu. Istovremeno, emisija obrađuje teme iz hrvatske baštine, a poseban naglasak stavlja na projekte vezane uz promociju Hrvatske u svijetu.

### Hrvatska slikovnica
Emisija Hrvatska slikovnica bavi se širokim spektrom tema iz hrvatske prirodne i kulturne baštine. Kroz različite se cikluse tematiziraju Hrvatska književnost, znanost, umjetnost i glazba, a sastavni su dio emisije često i putopisne reportaže u kojima se opisuju ljepote hrvatskih otoka, mora, priobalja i gradova. Cilj je Hrvatske slikovnice slušateljima diljem svijeta predstaviti sve segmente hrvatskoga nacionalnog identiteta.

### Hrvatski evergreeni
U ovoj je emisiji moguće čuti neke melodije, pjesme i izvođače koji nisu svakodnevno u radijskom programu, odnosno sve ono najbolje od domaće zabavne, pop i rock glazbe što je u Hrvatskoj snimljeno i izvedeno od samih početaka spomenutih vrsta glazbe pa sve do raznovrsne produkcije 1980-ih godina. Emisiju uređuje Robert Mareković, pjevač popularnoga sastava Fantomi.

### Hrvatski jazz
Branimir Njikoš, jedan od glazbenih urednika Glasa Hrvatske, u ovoj polusatnoj emisiji za slušatelje bira najbolje hrvatske uratke s područja jazza, podsjeća na vječne glazbene legende toga izvorno američkog žanra te otkriva mlade talente.

### Hrvatsko glazbeno stvaralaštvo
Emisija Hrvatsko glazbeno stvaralaštvo pomno prati i promiče hrvatsku glazbenu baštinu: ona izvire iz bogate povijesne riznice, kao i ona koja nastaje kroz nove glazbene projekte, koncerte, festivale te domaće i inozemne uspjehe hrvatskih skladatelja i glazbenika.

### Magazin
Uz redovite vijesti o svim značajnim događajima u Hrvatskoj, središnje informativne emisije Glasa Hrvatske vikendom imaju mozaički dodatak u kojemu se produbljuju važne teme i pitanja, predstavljaju zanimljivi ljudi i ideje te promoviraju vrijedne aktivnosti i akcije.

### Mojih 15 minuta
Zahvaljujući običnim ljudima koji se na osobit način sjećaju nekih prošlih vremena, u ovoj se emisiji od zaborava čuvaju stare navade i mlađim naraštajima prenosi hrvatsku kulturnu baštinu: tko su danas njezini čuvari, na koji način skrbe o njoj, kakve priče i anegdote mogu ispričati te što je još ostalo od nasljeđa naših starih – slušateljima otkriva autorica emisije Helena Anušić.

### Mostovi
Projekti od gospodarstva do kulture koji povezuju Hrvate u domovini i izvan nje, utječu na prepoznatljivost Hrvatske u svijetu i jačanje hrvatskog identiteta u europskoj obitelji. Što Lijepa naša, tradicionalno iseljenička zemlja, nudi onima koji se u nju žele vratiti ili se s našom zemljom susreću prvi put?  – takve i slične teme iz Hrvatske su iz tjedna u tjedan sadržaj emisije Mostovi.

### Multikultura
Multikultura je emisija o 22 Ustavom priznate nacionalne manjine u Hrvatskoj. Emisija sustavno prati svijet manjinskih zajednica te dokumentira život njihovih pripadnika kroz običaje, tradiciju i prošlost koja se prepoznaje u sadašnjosti, ali i neke nove trendove u izgradnji njihova nacionalnog i kulturnog identiteta. Urednik emisije je Tomislav Šikić, autorica Željka Mandić, a glazbena urednica Sonja Gospodnetić.

### Na valovima staroga kraja
Ova emisija povezuje hrvatske manjine u europskim državama s njihovim starim hrvatskim krajem te prati život i zbivanja u autohtonim hrvatskim manjinama: gradišćanskim Hrvatima u Austriji, Bunjevcima i Šokcima u Vojvodini, moliškim Hrvatima u Italiji, Bokeljima ili bokeljskim Hrvatima u Crnoj Gori, karaševskim Hrvatima u Rumunjskoj, Janjevcima na Kosovu te Hrvatima u Makedoniji i Sloveniji.

### Ovdje Hrvatska, a tko je tamo?
Ova je emisija svojevrstan put oko svijeta: autorica emisije Ivana Perkovac marljivo prikuplja i obrađuje priče iz svih krajeva svijeta – od Europe, Sjedinjenih Američkih Država, Kanade, Južne Amerike sve do Australije, Novoga Zelanda i Južnoafričke Republike. Osim raznovrsnih priloga o migracijskim procesima i problematici iseljavanja, u emisiji se mogu čuti mnoge aktualne i korisne informacije Državnoga ureda za Hrvate izvan Republike Hrvatske, Hrvatske matice iseljenika, Odbora za Hrvate izvan Republike Hrvatske Hrvatskoga sabora, Ministarstva vanjskih i europskih poslova Republike Hrvatske, hrvatskim veleposlanstvima i konzulatima.

### Tjedna kronika
Tjedna kronika pregled je najvažnijih tjednih događaja u Hrvatskoj na hrvatskom jeziku. Desetminutni je to osvrt na političke, gospodarske, znanstvene, kulturne, športske i druge događaje koji su obilježili protekli tjedan: koriste se cjeloviti ili skraćeni prilozi informativnih emisija Prvoga programa Hrvatskoga radija te posebno obrađeni odabrani događaji. Tjedna kronika na hrvatskom jeziku šalje se radijskoj postaji Radio Amplitud 660 u Buenos Airesu.

### Top 10 Glasa Hrvatske
Ova je emisija tjedni pregled 10 pjesama uz jedan prijedlog unutar 45 minuta predviđenih za recentna hrvatska glazbena izdanja. Emitira se subotom navečer i srijedom prijepodne.

### Urbofon
Urbofon je glazbena emisija koja nudi tjedni pregled zbivanja s hrvatske pop, rock, elektronske i/li alternativne scene. U emisiji se redovito predstavlja nekoga od utjecajnih hrvatskih glazbenika (autora ili izvođača), ali ugošćuje i mnoge izvođače koji djeluju unutar zajednica i klubova hrvatskih državljana u iseljeništvu.

### Valovi morskih orgulja
Emisija Valovi morskih orgulja prati aktualnosti i tematizira zanimljivosti s područja Zadarske županije, posebice život i djelovanje lokalnoga stanovništva, ali i onih koji su iz zadarskoga zaleđa, obale i obližnjih otoka iselili u daleki svijet.

### Živjeti put nade
Jasminka Perić, urednica i autorica religijske emisije Živjeti put nade, slušateljima u Hrvatskoj i diljem svijeta predstavlja najznačajnije događaje Crkve u Hrvata te donosi priče o životu i djelovanju hrvatskih vjernika izvan Hrvatske: tako istodobno vjernike u domovini upoznaje sa životom vjernika u mnogim inozemnim katoličkim misijama, a s posebnom se pozornošću uvijek izvještava o pohodima hrvatskih biskupa iseljenicima.

## Vanjske poveznice
- Službena Facebook-stranica: Glas Hrvatske
- Službena Twitter-stranica: Glas Hrvatske